# Brlenić
 Brlenić  falu Horvátországban Zágráb megyében. Közigazgatásilag Krašićhoz tartozik.

## Fekvése
Zágrábtól 40 km-re délnyugatra, községközpontjától 3 km-re délkeletre a Kupčina jobb partján fekszik. 

## Története
1673-ban „Berlinitsi” alakban említik először. 1783-ban az első katonai felmérés térképén „Dorf Berlinich” néven szerepel. A falunak 1857-ben 176, 1910-ben 297 lakosa volt. Trianon előtt Zágráb vármegye Jaskai járásához tartozott. 2001-ben 213 lakosa volt. 

## Lakosság
| Lakosság változása | Lakosság változása | Lakosság változása | Lakosság változása | Lakosság változása | Lakosság változása | Lakosság változása | Lakosság változása | Lakosság változása | Lakosság változása | Lakosság változása | Lakosság változása | Lakosság változása | Lakosság változása | Lakosság változása |
| ------------------ | ------------------ | ------------------ | ------------------ | ------------------ | ------------------ | ------------------ | ------------------ | ------------------ | ------------------ | ------------------ | ------------------ | ------------------ | ------------------ | ------------------ |
| 1857               | 1869               | 1880               | 1890               | 1900               | 1910               | 1921               | 1931               | 1948               | 1953               | 1961               | 1971               | 1981               | 1991               | 2001               |
| 176                | 229                | 234                | 281                | 338                | 297                | 319                | 338                | 294                | 318                | 301                | 299                | 280                | 232                | 213                |

## Külső hivatkozások
- Krašić hivatalos oldala
- Az első katonai felmérés térképe (1763-1787)